# 8610 Goldhaber
8610 Goldhaber eller 1977 UD är en asteroid i huvudbältet som upptäcktes den 22 oktober 1977 av Harvard College Observatory. Den är uppkallad efter fysikerna och bröderna Maurice och Gerson Goldhaber.